# Rembrandtstraße 7

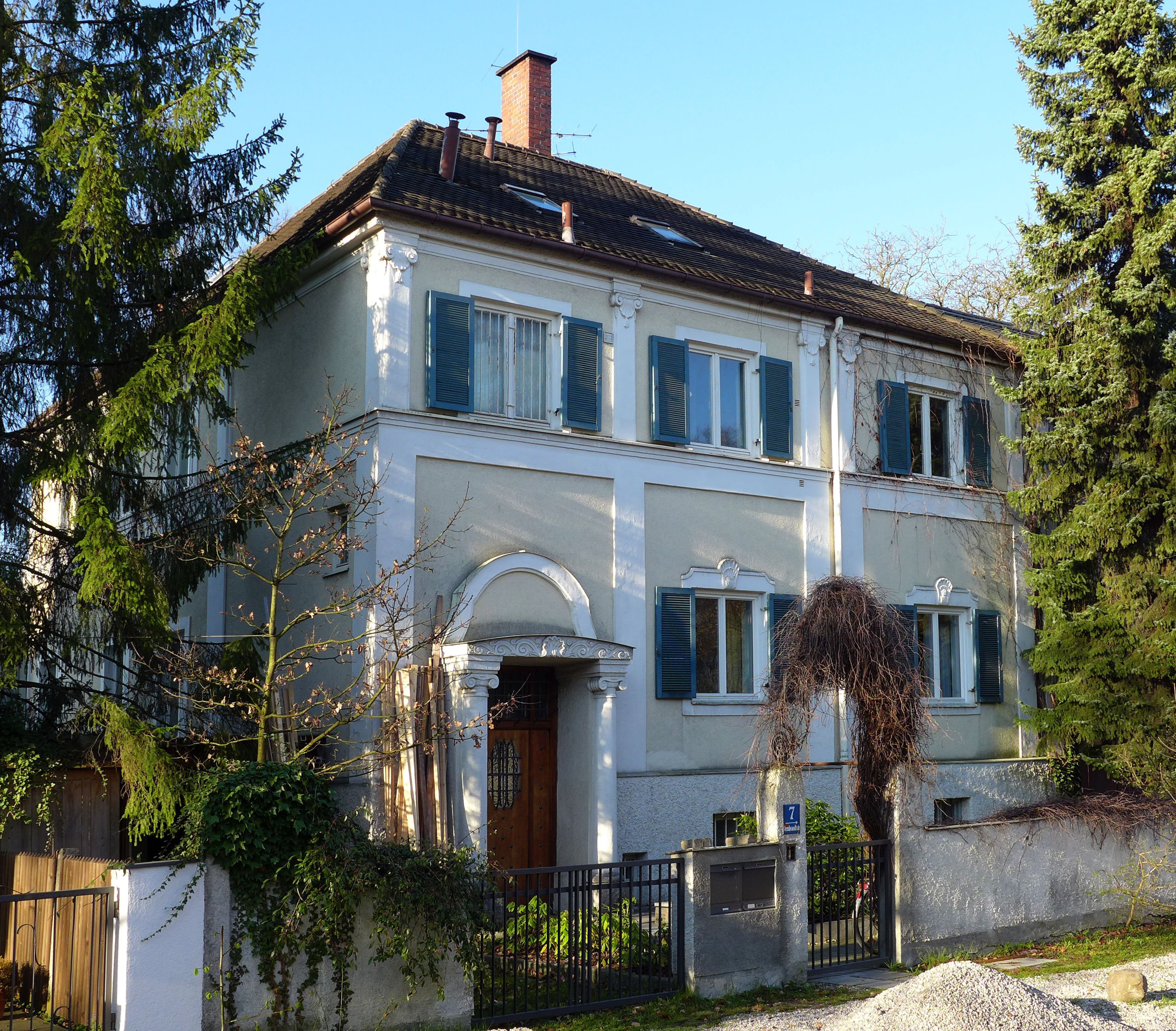
Haus Rembrandtstraße 7 in Pasing

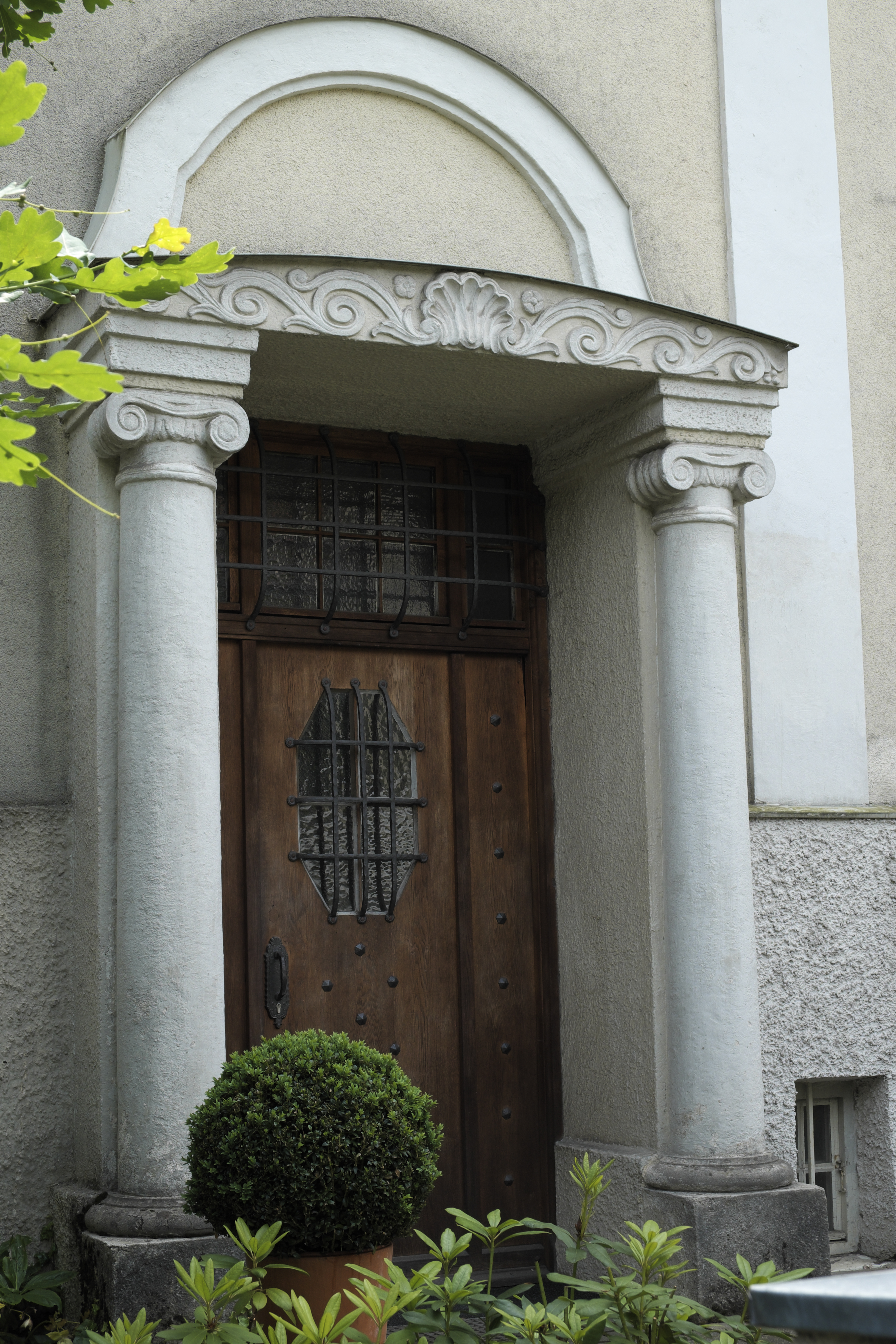
Portal

Das Wohnhaus Rembrandtstraße 7 im Stadtteil Pasing der bayerischen Landeshauptstadt München wurde 1913 errichtet. Die  Villa an der Rembrandtstraße, die zur Villenkolonie Pasing II gehört, ist ein geschütztes Baudenkmal.
Das zweigeschossige Wohnhaus wurde vom Architekten Bernhard Borst erbaut und 1921 um die rechte Achse von Feye Peins erweitert. Anfang 1945 wurde das ursprüngliche Giebeldach über dem östl. Hausteil durch Brandbomben zerstört. Es wurde daraufhin als einfaches Walmdach instand gesetzt. 
Ein Umbau 1964 hat die Gestalt des barockisierenden Gebäudes nicht verändert, aber um einen Anbau an der Westseite erweitert. 